# Çartəpə
Çartəpə (hay còn gọi là Chartapa và Chartepe) là một ngôi làng đô thị thuộc vùng Quba của Azerbaijan. Có số dân là 706 người.